# Mémoires d'une jeune fille rangée
 (avril 2016).
- Si vous ne connaissez pas le sujet, laissez ce bandeau (vous pouvez alors contacter les auteurs).
- Si vous supprimez le contenu mis en cause (vous pouvez préalablement contacter les auteurs),

argumentez précisément cette suppression dans la page de discussion
(un manque de référence n'est pas un argument ; une recherche réelle de référence doit avoir été effectuée, être formellement documentée).
Mémoires d'une jeune fille rangée, paru en 1958, est le premier volet de l'œuvre autobiographique de Simone de Beauvoir. Suivront La Force de l'âge, La Force des choses, Tout compte fait, textes auxquels on peut rallier le récit Une mort très douce (1964). Le titre féminise celui d'un roman de Tristan Bernard, paru en 1899, Mémoires d'un jeune homme rangé.
Au regard des polémiques suscitées par la publication du Deuxième Sexe, les Mémoires seront perçus comme une tentative de mater la critique qui s'était attachée à brosser un portrait défavorable de Beauvoir : « la Simone que Beauvoir nous donne dans son autobiographie, n’est pas la femme que les critiques du Deuxième Sexe ont évoquée, une femme amère, désabusée. On pourrait même dire que, d’une certaine façon, elle entreprend son travail autobiographique pour se présenter sous un autre jour. »

## Résumé de l'œuvre
Les Mémoires d'une jeune fille rangée décrivent les vingt et une premières années de l'autrice : de sa toute petite enfance à sa réussite à l'agrégation de philosophie en 1929. Simone de Beauvoir décrit son éducation dans une famille bourgeoise désargentée et déclassée, puis son virage par rapport à la vie toute tracée que sa famille lui propose, grâce à la littérature et la philosophie ainsi qu'à des relais humains (Zaza, son cousin Jacques, Herbaud). Elle est mue par une volonté d'engagement social et philosophique (le moteur même de son existence) et par le souhait que sa vie serve, de choisir son destin, de devenir quelqu'un. Elle s'oriente vers la philosophie et travaille avec acharnement et détermination. En préparant le concours de l'agrégation, elle entrera, par l'intermédiaire d'Herbaud, au sein d'un groupe d'étudiants brillants, dont la figure de  Sartre se détache. Le surnom de Castor lui est donné par son nouvel ami Herbaud, trouvant une ressemblance entre Beauvoir et beaver qui signifie castor en anglais. Son œuvre exprime son anticonformisme face à la société de l'époque, donc une volonté de s'opposer aux normes sociales et politiques.

## Analyse

### La construction d'une identité
Mémoires d'une jeune fille rangée est en partie le récit de la construction d'une identité. En effet, le terme de "Mémoires" doit être compris comme une "antiphrase", les événements historiques étant relégués au second plan. Des proches et des amis acquièrent le statut de guides, avant le détachement progressif de la jeune femme qu'est Simone de Beauvoir et qui permet son cheminement propre. Dans le cocon familial, au sein du Cours Desir, par son admiration pour son cousin Jacques et pour Zaza, s'élaborent un code des valeurs et une affectivité. Émerveillée par Garric, elle le suit dans son engagement social et politique. Herbaud, étudiant rencontré à la bibliothèque, et qui le premier la surnomme le Castor, devient un ami et la fait entrer dans son groupe d'étudiants qui inclut Jean-Paul Sartre et Paul Nizan.
Tour à tour, elle se détache de sa famille, sur les plans matériel et politique, finit par détester le cours Désir, trouve les discours de Garric beaucoup moins brillants qu'à son jeune âge. En outre, Herbaud est le seul étudiant du groupe de travail recalé à l'écrit de l'agrégation, tandis que son cousin Jacques s'enfonce dans la déchéance et que Zaza meurt. Seul Sartre, qui apparaît assez tardivement dans l’œuvre, ne semble pas dépassé dans la trajectoire de Simone de Beauvoir : de guide, il devient compagnon.

### Hommage final à deux figures tutélaires
Simone de Beauvoir fait ressortir deux figures, Zaza, sa camarade de classe du cours Désir, admirée et devenue amie, et son cousin Jacques, plus âgé, qu'elle admire et désire. Par la découverte du destin tragique de ces deux personnes que l'autrice ne dévoile qu'en clôture du volume, le récit peut apparaître comme un hommage à ces deux guides du passé. Ces figures tutélaires font toutes deux l'objet d'une idéalisation romanesque, Jacques se confondant avec le personnage du Grand Meaulnes d'Alain-Fournier - roman qu'il fait découvrir à la jeune Simone -, et L'Ecolier d'Athènes d'André Laurie donnant lieu à une analogie entre d'une part Zaza et Euphorion, d'autre part Simone et Théagène. Si "le doué" Euphorion subjugue Théagène par ses capacités intellectuelles, tout comme Zaza au Cours Désir, c'est "le méritant" Théagène qui élève un monument littéraire à la gloire d'Euphorion. Beauvoir n'en laisse pas moins une large place aux écrits de Zaza, la fin des Mémoires étant consacrée aux extraits de ses lettres, où celle-ci fait part de sa détresse à une Simone absente. Dans sa critique des Mémoires pour le journal La Nef, Claude Roy compare ainsi l'amitié de Simone de Beauvoir pour Zaza à celle de Montaigne pour La Boétie.

### Importance de la philosophie
Beauvoir relate ses premières expériences avec la philosophie, d'abord au cours Désir, puis à l'Université de Paris où elle obtiendra un certificat de philosophie générale en 1927.
Beauvoir voit en la philosophie une manière d'aller « droit à l'essentiel» ; elle sied bien à son esprit de système et instaure un ordre, une raison dans un réel qui apparaît désordonné : « je percevais le sens global des choses plutôt que leurs singularités, et j’aimais mieux comprendre que voir».
Mais tout en faisant l'éloge de la philosophie, Beauvoir en perçoit rapidement les limites : « si elle échouait à m’expliquer l’univers et moi-même, je ne savais plus trop que demander à la philosophie ; je m’intéressai modérément à des doctrines que d’avance je récusais. » En outre, elle assigne à la philosophie une visée politique, et voit en elle la praxis davantage que la théorie. Elle critique ses professeurs qui ignorent « systématiquement Hegel et Marx » et elle lit la revue du groupe Philosophies, pour qui « la philosophie ne se distingue pas de la révolution, [et] en celle-ci réside l’unique espoir de l’humanité ».